# CLAMP School Detectives
Clamp School Detectives (яп. CLAMP学園探偵団 Курампу Гакуэн Тантэйдан, Детективы академии КЛАМП) — манга, написанная и иллюстрированная японской группой художниц CLAMP. Впервые манга издавалась компанией «Кадокава сётэн» в ежемесячном журнале Asuka с января 1992 года по октябрь 1993. Всего было выпущено 3 тома. Позже на основе сюжета манги компаниями Bandai Visual и Pierrot был выпущен совместно созданный аниме-сериал. 26 серий транслировались по каналу TV Tokyo с 3 мая 1997 года по 25 октября 1997 года. Сериал был дважды дублирован на английском языке компанией Bandai Entertainment в 1998 году и компанией Coastal Studios для DVD издания в 2008 году.

## Сюжет
Главные герои — ученики элитной академии CLAMP (и одновременно выходцы из богатых семей), Нокору, Акира и Суо организовывают детективное агентство, чтобы защищать представительниц «прекрасного пола». Им предстоит расследовать разные происшествия и находить преступников.
Академия CLAMP, где учатся главные герои, представляет собой огромный студенческий мегаполис, в состав которого входят школы, университеты и детские сады. Здесь учатся более 10 000 самых одарённых и трудолюбивых учеников Японии. Сама академия считается одним из самых элитных учебных заведений в Японии.

## Список персонажей
Нокору Имонояма (яп. 妹之山 残 Имонояма Нокору) — ученик шестого класса средней школы а также глава детективного агентства. Младший сын Имоноямы Дзайбацу, основателя академии CLAMP. У Нокору одно из самых высоких IQ, поэтому он может соперничать со многими гениальными учениками в академии. Он также обладает уникальной способностью чувствовать, что дама в беде на расстоянии до двух километров. Поэтому он основал собственное детективное агентство. Единственный из главных героев, кто не занимается спортом. Позже Нокору появляется в других произведениях: Duklyon: Clamp School Defenders, Man of Many Faces, Tsubasa: Reservoir Chronicle и X/1999.
Сэйю: Акэми Окамура
Суо Такамура (яп. 鷹村 蘇芳 Такамура Суо:) — ученик пятого класса средней школы, член детективного агентства. Суо — мастер боевых искусств, имеет Дан третьего уровня и чёрный пояс по Каратэ, Дзюдо, Айкидо и Кэндо (смог бы получить более высокий ранг, если бы не сбежал из конкурса). Он также является потомком японского клана ниндзя, и поклялся всегда защищать Нокору. Суо и Нокору впервые встретились за 3 года до главных событий, где Суо избирает Имонояму своим подзащитным. Позже появляется в таких произведениях, как: Clamp School Paranormal Investigators, Man of Many Faces, Tsubasa: Reservoir Chronicle и X/1999.
Сэйю: Сихо Ниияма
Акира Идзюин (яп. 伊集院 玲 Идзю:ин Акира) — ученик 4 класса средней школы. Акира является первоклассным шеф-поваром, навык который он унаследовал от отца. Сейчас живёт с двумя матерями и получил в наследство от своего отца 20 украденных им масок. Позже появляется в произведениях: Duklyon: Clamp School Defenders, Man of Many Faces, Tsubasa: Reservoir Chronicle и X/1999.
Сэйю: Оми Минами
Нагиса Адзуя (яп. 梓夜 凪砂 Адзуя Нагиса) — посещает детский сад академии CLAMP, является подружкой президента детского сада, студенческого отдела Совета, очень хорошо играет на флейте. Раньше Суо думал, что она является феей глицинии, но позже узнаёт, что она реальна. Мать Нагисы известная традиционная японская танцовщица и её отец — известный актёр, который играет для королевской семьи. У неё есть достаточно таланта, чтобы однажды превзойти своих родителей. Суо влюблен в неё, та отвечает ему взаимностью.
Сэйю: Харуна Икэдзава
Утако Окава (яп. 大川 詠心 О:кава Утако) — посещает детский сад а также является президентом отдела студенческого совета детского сада. Сначала она подумала, что на её подружку Нагису, напали людьми, которые завидуют ей. Акира влюблен в неё, и Утако отвечает ему взаимностью. Она уверена, что когда-нибудь она выйдет замуж. Появляется эпизодически в Tsubasa: Reservoir Chronicle.
Сэйю: Юко Миямура

## Манга
| №  | Японский          | Японский            | Издание на русском | Издание на русском     |
| №  | Дата публикации   | ISBN                | Дата публикации    | ISBN                   |
| -- | ----------------- | ------------------- | ------------------ | ---------------------- |
| 01 | 30 апрель 1992 г. | ISBN 978-4049246643 | апрель 15, 2003    | ISBN 978-1-59182-294-3 |
| 02 | 1 апрель 1993 г.  | ISBN 978-4049246650 | июнь 17, 2003      | ISBN 978-1-59182-295-0 |
| 03 | 1 декабрь 1993 г. | ISBN 978-4049246667 | август 12, 2003    | ISBN 978-1-59182-296-7 |

## Аниме-сериал
| №  | Название                                                                                             | Сценарист(ы)      | Премьера в Японии |
| -- | --- | ----------------- | ----------------- |
| 1  | Создание сыскного агентства школы CLAMP «Кэссэй! Курампу гакуэн тантэйдан» (結成! CLAMP学園探偵団)   | Масахару Амия     | 03.05.1997        |
| 2  | Сыщик «Сурусу» (探偵)                                                                                | Масаси Кубота     | 10.05.1997        |
| 3  | Моя прекрасная леди «Май фэа Рэди» (マイ・フェア・レディ)                                            | Тосихиса Аракава  | 17.05.1997        |
| 4  | Берегись шеф-повара! «Сефу-доно гоёсин» (料理長殿ご用心)                                             | Тосихиса Аракава  | 24.05.1997        |
| 5  | Побег к победе (ч. 1) «Сёри-эно дассюцу — Дзэмпэн» (勝利への脱出・前編)                              | Кацуюки Симидзава | 31.05.1997        |
| 6  | Побег к победе (ч. 2) «Сёри-эно дассюцу — Кохэн» (勝利への脱出・後編)                                | Кацуюки Симидзава | 07.06.1997        |
| 7  | Подожди, пока стемнеет! «Кураку нару мадэ маттэ» (暗くなるまでまって)                                | Масаси Кубота     | 14.06.1997        |
| 8  | Записная книжка и бал «Будокай-но тэнтё» (舞踏会の手帳)                                              | Кэнъити Араки     | 21.06.1997        |
| 9  | Ты глубоко в моем сердце «Ва-га кокоро-ни Кими фукаку» (我が心に君深く)                              | Тосихиса Аракава  | 28.06.1997        |
| 10 | Поединок «Пурити Ригу» (プリティ・リーグ)                                                            | Масахару Амия     | 05.07.1997        |
| 11 | Элегантный вор (ч. 1) «Осярэ доробо — Дзэмпэн» (おしゃれ泥棒・前編)                                  | Кэнъити Араки     | 12.07.1997        |
| 12 | Элегантный вор (ч. 2) «Осярэ доробо — Кохэн» (おしゃれ泥棒・後編)                                    | Кэнъити Араки     | 19.07.1997        |
| 13 | That's entertainment! «Дзатцу энтатэйменто» (ザッツ・エンタテイメント)                               | Масаси Кубота     | 26.07.1997        |
| 14 | Великий побег «Дайдассо» (大脱走)                                                                    | Масахару Амия     | 02.08.1997        |
| 15 | Once upon a time in China «Вансу апон а тайму ин Тяйна» (ワンス・アポン・ア・タイム・イン・チャイナ) | Масаси Кубота     | 09.08.1997        |
| 16 | Отныне и во веки веков «Коко-ёри това-ни» (地上より永遠に)                                           | Тосихиса Аракава  | 16.08.1997        |
| 17 | Красотка «Пурити уман» (プリティ・ウーマン)                                                          | Гэнки Ёсимура     | 23.08.1997        |
| 18 | Настоящая любовь «Туру романсу» (トゥルー・ロマンス)                                                 | Кэнъити Араки     | 30.08.1997        |
| 19 | В один прекрасный день «Ару-хи доко-кадэ» (ある日どこかで)                                           | Масахару Амия     | 06.09.1997        |
| 20 | Изящный вызов «Карэй-нару какэ» (華麗なる賭け)                                                       | Тосихиса Аракава  | 13.09.1997        |
| 21 | Большая иллюзия «Ойнару гэнъэй» (大いなる幻影)                                                       | Кацуюки Сумидзава | 20.09.1997        |
| 22 | Непрощённый «Юрусарэдзару моно» (許されざる者)                                                       | Масаси Кубота     | 27.09.1997        |
| 23 | Обман «Фэйку» (フェイク)                                                                             | Тосихиса Аракава  | 04.10.1997        |
| 24 | Дуэлянт «Дюэрисуто» (デュエリスト)                                                                   | Кэнъити Араки     | 11.10.1997        |
| 25 | Паника в метро «Сабувэй паникку» (サブウェイ・パニック)                                              | Масаси Кубота     | 18.10.1997        |
| 25 | Искренне Ваш покорный слуга «Магокоро-о Кими-ни» (まごころを君に)                                    | Масахару Амия     | 25.10.1997        |

## Музыка
Заставка«Peony Pink» исполняли: Ali Project
Концовка«Welcome to Metallic Party» исполняли: Marble Berry
Концовка«Gift» исполняла: Маая Сакамото